# Bugallon
Bugallon est une municipalité de la province de Pangasinan, aux Philippines.